# Medianeras
Medianeras es una película de dramédia romántica argentina-hispana-alemana de 2011 escrita y dirigida por Gustavo Taretto y protagonizada por Javier Drolas y Pilar López de Ayala. Medianeras, el primer largometraje de Taretto, trata sobre la historia de un chico y una chica que viven en una misma cuadra de una zona densamente poblada de la ciudad de Buenos Aires que por motivos del destino aún no se han cruzado, a pesar de que son el uno para el otro. La cinta incluye temáticas como la soledad en la gran ciudad, la dependencia al mundo virtual, la neurosis y la incidencia de la arquitectura en la vida de sus habitantes. La película está basada en el premiado cortometraje del mismo nombre de 2005 escrito y dirigido por Taretto.
El filme fue producido a través de compañías de Argentina, España y Alemania. Se estrenó en el Festival Internacional de Cine de Berlín en febrero de 2011 y se proyectó en algunos países europeos —en Francia permaneció cuatro meses en cartel— antes de llegar a las salas argentinas el 6 de octubre. Tras su estreno, Medianeras recibió candidaturas a los Premios Sur y Premios Cóndor de Plata, y fue premiada en el Festival de Cine de Gramado, donde Taretto se llevó los premios a mejor película, mejor director y el premio del público. Según el sitio Todas Las Críticas, la película recibió en su mayoría críticas positivas.

## Argumento
En una ciudad superpoblada y caótica como Buenos Aires, Martín es un fóbico en vías de recuperación que vive en un monoambiente, donde pasa la mayor parte de su tiempo debido a que trabaja como diseñador web, es dependiente del mundo virtual y organiza el resto de su vida a través de Internet. Comparte el apartamento con su perra, que era de su exnovia, quien lo dejó hace siete años para irse a vivir a Nueva Jersey, Estados Unidos. En otro edificio a poca distancia de Martín vive Mariana, una chica recién separada que, a pesar de ser arquitecta, trabaja decorando vidrieras. Mariana mira regularmente un libro de ¿Dónde está Wally? —según ella, el origen de su fobia a las multitudes—, intentando encontrar a Wally en la ciudad, una página que no ha logrado resolver.
Mediante Internet, Martín contacta a una paseadora de perros para Susú, su perra. Como la perra no está acostumbrada a estar con otros animales, Ana, la paseadora, le pide a Martín que la acompañe. Después de charlar en una plaza, ambos se dirigen al departamento de Martín donde tienen sexo. Mientras tanto, Mariana es invitada a cenar por un compañero de trabajo, Lucas, y, a pesar de no estar muy entusiasmada con la propuesta, finalmente acepta. Esa noche se dirigen a un restaurante ubicado en el piso veinte del Edificio Comega. Al momento de subirse al ascensor, Mariana le dice a Lucas que no se sube a los ascensores porque les tiene fobia y que va a subir por la escalera. Lucas la compaña por la escalera pero a mitad de camino se cansa y prefiere subir el resto del tramo en ascensor para encontrarse con ella arriba. Una vez sola en las escaleras, Mariana se arrepiente de haber asistido a esa cita, baja corriendo las escaleras y se retira del lugar.
Una noche posterior, Martín y Ana se vuelven a ver en el departamento de él y pasan la noche, aunque ella parece desinteresada y tiene otros compromisos paralelos. Posteriormente, Martín conoce a otra chica en un sitio web de citas con quien se encuentra más tarde. A pesar de que se decepcionan mutuamente, pasan la noche juntos. La noche siguiente, Martín empieza a asistir a un club para hacer natación. Al mismo tiempo, Mariana también empieza a hacer natación; es ahí donde conoce a Rafa, un psicólogo que necesita nadar para poder dormir tranquilamente. Después de un par de días Rafa invita a salir a Mariana, y ella, con expectativa, acepta. La cita transcurre con aparente incomodidad y lo mismo sucede más tarde en la casa de Rafa a la hora de tener sexo. La noche siguiente Mariana va al club, pero Rafa no aparece.
Con la intención de dejar entrar más luz a su ambiente, Mariana abre una nueva ventana en su departamento, la cual tiene salida por la pared medianera del edificio. Martín también decide abrir una ventana en la medianera, desde la cual se alcanza a ver la ventana de Mariana. Una noche, Martín se conecta a un chat donde coincide con Mariana —que chateaba por primera vez—. Mientras mantenían una conversación interesante, y justo antes de que él le pasara su teléfono, se produce un apagón eléctrico que les corta repentinamente la conversación. Casi al mismo tiempo, ambos bajan al kiosco para comprar velas y se encuentran brevemente. Al días siguiente, mientras Mariana mira por la ventana ve a Martín paseando a su perra por la calle —en ese momento vestido parecido a Wally, el protagonista del libro que lee Mariana— y baja rápidamente para encontrarse con él.

## Reparto
- Javier Drolas ... Martín
- Pilar López de Ayala ... Mariana
- Inés Efron ... Ana
- Rafael Ferro ... Rafa
- Carla Peterson ... Marcela
- Adrián Navarro ... Lucas
- Jorge Lanata ... Traumatólogo
- Alan Pauls ... Exnovio de Mariana
- Romina Paula ... Exnovia Martín
- Miguel Dedovich ... Psiquiatra

## Producción
La idea del proyecto surgió en el año 2003 cuando Gustavo Taretto concibió una trama básica que incluía un personaje masculino y otro femenino que no se conocen, unida a los conceptos de arquitectura, la vida en una gran ciudad y, de acuerdo con Taretto, «la
presencia de lo tecnológico en relación con la soledad» y la «aparición de la virtualidad». Aunque Taretto tenía ganas de hacer un largometraje, usó la premisa que tenía en mente para realizar un cortometraje titulado Medianeras que costó alrededor de dos mil dólares y se estrenó en 2005, logrando un éxito inesperado para el director y recibiendo alrededor de cuarenta galardones internacionales. Una vez realizado el corto, Taretto empezó a planificar la adaptación a un formato de larga duración. «Tengo esa cosa un poco obsesiva y recurrente», afirmó el director refiriéndose a la idea de volver a filmar Medianeras.

Lo que hice fue escribirlo con lo que yo creo que son las virtudes que hay que buscar en un corto: redondo, efectivo y sintético. Cuando decidí trabajarlo como largometraje lo hice a partir de que lo que yo entiendo que son las riquezas del largo: la ambigüedad, los contrastes, los matices. El corto es la cara luminosa de la luna, el largo es la misma cara más el lado oscuro.
– Taretto sobre la diferencia de enfoque entre el corto y el largometraje.

Debido al carácter arquitectónico de la película, Taretto dio gran importancia a su estructura, construyendo la trama sobre esa base: «La simetría me permitió una reflexión visual sobre Buenos Aires, un costado documental, y hasta me permití una suerte de ensayo social sobre la vida moderna en un contexto de comedia romántica», recordó el director. El proyecto del largometraje, desde su inicio hasta su producción, se llevó a cabo entre 2007 y 2011; el proceso de escritura tardó dos años, la búsqueda de inversores un año y medio, la filmación y edición ocho meses —se filmó durante seis semanas en Súper-16 y en menor medida en 35 mm— y la posproducción un año. Un año antes de rodar la ficción, se filmaron planos «documentales» de la ciudad durante alrededor de diez días, donde se grabaron cerca de ochocientos planos. La totalidad de la filmación tuvo lugar en Buenos Aires. La mayor parte del presupuesto de Medianeras provino del Instituto Nacional de Cine y Artes Audiovisuales (INCAA), el resto de la producción se financió en conjunto a través de la productora argentina Rizoma Films, la alemana Pandora Filmproduktion, la española Eddie Saeta y la distribuidora internacional The Match Factory, además de otros inversores menores. Para el rodaje se utilizaron locaciones reales, excepto para los departamentos de los dos protagonistas donde se crearon escenografías. La inclusión de animaciones se debió a la intención del director de aportarle al filme un estilo collage y acompañar la estética del libro ¿Dónde está Wally?, el cual aparece en la película.
Al igual que el corto, el largometraje estuvo protagonizado por Javier Drolas, a quien el director conocía del teatro independiente. Taretto eligió al actor para el papel de Martín porque «transmite mucho con muy poco» y sus características físicas eran acordes al personaje que pretendía crear. Medianeras fue el primer largometraje de Taretto y el debut de la actriz española Pilar López de Ayala en el cine argentino, quien ocupó el lugar que la actriz argentina Moro Anghileri había tenido en el cortometraje como protagonista femenina. El director y guionista seleccionó a López de Ayala después de ver su trabajo en el cine francés, la actriz recordó: «Él me vio en En la ciudad de Sylvia y pensó que si yo resultaba creíble como francesa también lo sería como argentina». Antes y durante el rodaje, López de Ayala practicó el acento porteño con el docente de actuación Guillermo Cacace.

## Estreno
Medianeras se proyectó en el Festival Internacional de Cine de Berlín en febrero de 2011, donde tuvo una buena recepción y fue vendida a más de treinta países, siendo la segunda película más vendida del festival. Antes de llegar a las salas de Argentina se estrenó en países como Francia —donde permaneció cuatro meses en cartel—, Brasil, Noruega y Holanda. El 6 de octubre de 2011 se estrenó en los cines argentinos. Su estreno local tuvo una buena respuesta en la taquilla, siendo vista por 20 970 espectadores durante su primer fin de semana y alcanzando el top 10. En Argentina, la película contó con un total de 60 352 espectadores y recaudó 1 327 632,70 pesos argentinos.

## Recibimiento

### Crítica
En el sitio Todas Las Críticas, la película alcanzó un 89% de críticas positivas, basado en 46 reseñas. Claudio Minghetti del diario La Nación la calificó de «muy buena» y escribió: «Taretto se suma ahora al que parece ser un nuevo y sorpresivo capítulo de la historia del cine argentino de los últimos tiempos, una brisa necesaria, fresca y esperanzadora que, seguramente, será descubierta y agradecida por el público». Isabel Croce de La Prensa comentó que algunos momentos del filme «recuerdan a ciertos relatos de Carver, o los de Paul Auster como Cigarros» y agregó que el director «se planta en forma original frente al problema de la comunicación», concluyendo que «con ayuda de la narración en off, buenas dosis de humor, utilización de la ironía y un cierto escepticismo sonriente es capaz de tramar una sólida historia amorosa con base en fragmentos de sentimientos e ilusiones que Javier Drolas y Pilar López de Ayala desgranan con simpatía». En su reseña de la cinta, el diario Página/12 publicó: «Graciosa, seductora, construida con tiempo y minucia, Medianeras es lo más parecido a una comedia romántica “piola” que el cine argentino haya dado en mucho tiempo», añadiendo que «no es, o no parece ser, una historia de amor. Más bien de desamor, de soledad y neurosis».
El crítico V.A. Musetto del periódico estadounidense New York Post observó guiños a Manhattan de Woody Allen y afirmó que «la calidad de la fotografía de Leandro Martínez complementa el letrado guion de Taretto, aunque el final estilo Hollywood desentona». Jeannette Catsoulis de The New York Times también resaltó el trabajo de fotografía de Martínez: «Deslizándose sobre la distintiva silueta de Buenos Aires [...] captura su desordenada erupción de estilos y épocas con alegre humor». Catsoulis describió la película como «inteligente, locuaz y dulcemente empática con las vidas en línea» y dijo que Medianeras «aprovecha las voces en off de Martín y Mariana, alternando reflexiones sobre ellos mismos y su ciudad». Escribiendo para la revista The Atlantic, Jon Frosch dijo: «Con su ambientación de gran ciudad abarrotada, temáticas de alienación en la era de Internet y cursis adornos indie (voces en off, secuencias animadas), el filme resultará familiar a cualquiera que haya visto una agridulce comedia romántica de Sundance».

### Premios
| Organización                                 | Categoría                           | Ganadores y nominados             | Resultado      | Ref(s) |
| -------------------------------------------- | ----------------------------------- | --------------------------------- | -------------- | ------ |
| Premios Sur                                  | Mejor ópera prima                   | Gustavo Taretto                   | Nominado       | [ 7 ]  |
| Premios Cóndor de Plata                      | Mejor ópera prima                   | Gustavo Taretto                   | Nominado       | [ 8 ]  |
| Premios Cóndor de Plata                      | Mejor guion original                | Gustavo Taretto                   | Nominado       | [ 8 ]  |
| Premios Cóndor de Plata                      | Mejor fotografía                    | Leandro Martínez                  | Nominado       | [ 8 ]  |
| Premios Cóndor de Plata                      | Mejor dirección de arte             | Romeo Fasce y Luciana Quartaruolo | Nominados      | [ 8 ]  |
| Premios Cóndor de Plata                      | Mejor música                        | Gabriel Chwojnik                  | Nominado       | [ 8 ]  |
| Festival de Cine de Gramado                  | Mejor película                      | Gustavo Taretto                   | Ganador        | [ 9 ]  |
| Festival de Cine de Gramado                  | Mejor director                      | Gustavo Taretto                   | Ganador        | [ 9 ]  |
| Festival de Cine de Gramado                  | Premio del público                  | Gustavo Taretto                   | Ganador        | [ 9 ]  |
| Semana Internacional de Cine de Valladolid   | Espiga de Oro                       | Gustavo Taretto                   | Nominado       | [ 31 ] |
| Premios Cinematográficos José María Forqué   | Mejor actriz                        | Pilar López de Ayala              | Nominada       | [ 32 ] |
| Festival de Cine Latinoamericano de Toulouse | Premio del público                  | Gustavo Taretto                   | Ganador        | [ 33 ] |
| Festival de Cine Latinoamericano de Toulouse | Rail d'Oc al mejor filme de ficción | Gustavo Taretto                   | Ganador        | [ 33 ] |
| Festival Internacional de Cine de Berlín     | Premio del público                  | Gustavo Taretto                   | Segundo premio | [ 34 ] |
| La Mirada Film Festival                      | Mejor película                      | Gustavo Taretto                   | Ganador        | [ 35 ] |
| Festival Internacional de Cine de Atenas     | Mejor película                      | Gustavo Taretto                   | Ganador        | [ 36 ] |